# St. Dionysius (Übach)

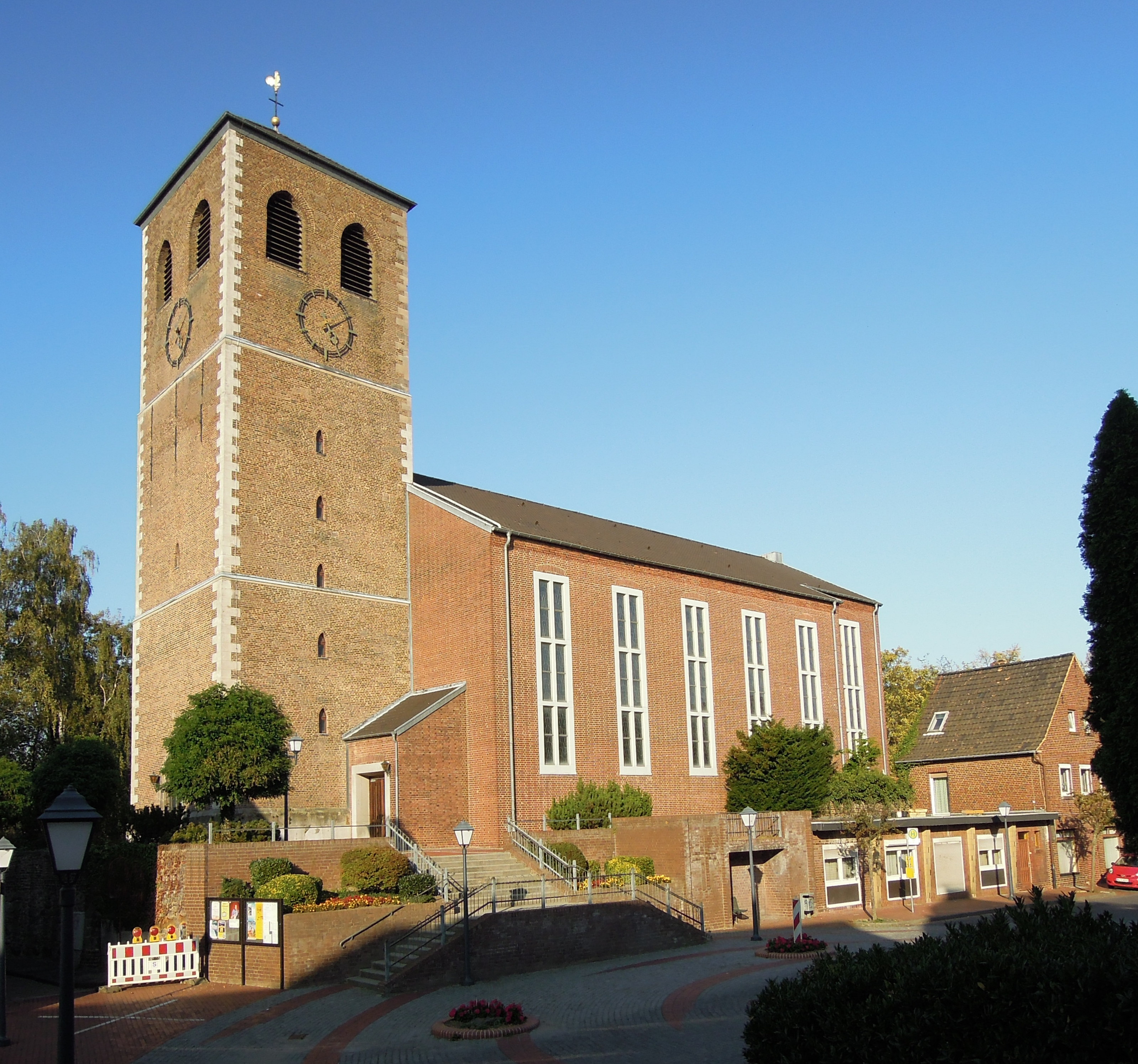
St. Dionysius in Übach

St. Dionysius ist eine römisch-katholische Pfarrkirche in Übach, einem Stadtteil von Übach-Palenberg im Kreis Heinsberg in Nordrhein-Westfalen. 
Sie wurde 1953 nach Plänen von Jodokus Kehrer erbaut.
Der Turm der Kirche ist unter Nummer 14 in die Liste der Baudenkmäler in Übach-Palenberg eingetragen.

## Geschichte
Eine Kirche in Übach wurde erstmals 1172 urkundlich erwähnt. Die Rechte an der Kirche besaß die Äbtissin von Thorn. 1303 inkorporierte der Kölner Erzbischof Wigbold von Holte die Kirche dem Reichsstift Thorn. Diese Zugehörigkeit endete mit der Franzosenzeit. 1804 wurde die Pfarre Übach dem Bistum Lüttich zugeteilt, da das Erzbistum Köln auf linksrheinischer Seite durch die Franzosen aufgelöst worden war. 1819 kam Übach wieder zum Erzbistum Köln, seit 1930 gehört Übach nun zum Bistum Aachen. 
Über die 1172 erwähnte Kirche ist nichts näheres bekannt. 1446 wird vom schlechten Zustand der Kirche berichtet, die wohl kurz darauf abgerissen worden ist. An gleicher Stelle wurde eine neue Kirche gebaut, 1581 wurde der Glockenturm errichtet. Es war eine Kirche im Stil der Gotik entstanden. In dieser Form blieb sie weitgehend bis zum Zweiten Weltkrieg erhalten. In der Nacht vom 18. auf den 19. November 1944 wurde die Kirche durch einen Bombenangriff bis auf den Turm zerstört.
Unter Erhaltung des Turmes wurde 1953 die heutige Pfarrkirche nach Plänen des Münsteraner Architekten Jodokus Kehrer erbaut. Die feierliche Kirchweihe erfolgte am 31. Mai 1955.
Zum 1. Januar 2010 wurde die Pfarre aufgelöst und mit den übrigen Pfarreien in Übach-Palenberg zur neuen Pfarre St. Petrus fusioniert. St. Dionysius ist seitdem Pfarrkirche dieser neuen Pfarrgemeinde.

## Baubeschreibung
St. Dionysius ist eine dreischiffige, flachgedeckte Halle in Formen der Moderne mit einem rechteckigen Chor im Osten und vorgebautem Turm im Stil der Gotik der Vorgängerkirche.

## Ausstattung
Im Innenraum befindet sich eine moderne Ausstattung, die größtenteils aus der Bauzeit stammt.